# Manuel Bento
Manuel Galrinho Bento (ur. 25 czerwca 1948 w Golegã, zm. 1 marca 2007 w Barreiro) – portugalski piłkarz, grający na pozycji bramkarza.
Karierę piłkarską rozpoczął w klubie FC Barreirense. W latach 1972–1990 był golkiperem Benfiki Lizbona, rozgrywając w barwach klubu 329 meczów i zdobywając w tym czasie ośmiokrotnie mistrzostwo kraju.
Był w latach 1976–1986 bramkarzem kadry narodowej Portugalii, w której wystąpił w 63 meczach, między innymi na mistrzostwach Europy w 1984 roku i mistrzostwach świata w 1986 roku
W ostatnich latach życia zajmował się szkoleniem golkiperów w Benfice. Manuel Bento był najstarszym w historii, graczem ligi portugalskiej. Zmarł 1 marca 2007 r., na skutek rozległego zawału serca.